# Coreidae
I Coreidi (Coreidae Leach, 1815) sono una famiglia di insetti pentatomomorfi dell'ordine Rhynchota Heteroptera, superfamiglia Coreoidea, diffusa in tutto il mondo. Costituiscono, per importanza e numero di specie, il raggruppamento più rappresentativo della superfamiglia.

## Descrizione
La famiglia si presenta morfologicamente eterogenea sia pure con alcuni caratteri ricorrenti. Il corpo è di dimensioni medie o grandi, fino ad alcuni centimetri di lunghezza, con profilo variabile da ovale a quadrangolare, più o meno oblungo, talvolta con caratteristiche conformazioni delle zampe. Il tegumento ha colorazioni uniformi, in genere su tonalità brunastre più o meno scure, talvolta con caratteristiche bande trasversali sulle emielitre. Meno frequenti sono invece le livree variopinte, con colori e disegni più o meno vistosi, come avviene, ad esempio, nei generi Anisoscelis e Diactor, in cui sono comprese anche specie di particolare bellezza.
Il capo è relativamente piccolo, nettamente più stretto del protorace, provvisto di due ocelli e con antenne e rostro composti da quattro segmenti.
Nel torace, il pronoto è subtrapezoidale, con margine posteriore generalmente ricurvo, di larghezza 2-3 volte superiore a quella del capo. Il mesoscutello è relativamente piccolo e generalmente più largo del capo. Le emielitre hanno la membrana percorsa da una fitta nervatura. Le zampe posteriori hanno in genere i femori relativamente spessi e robusti e in molte specie le tibie sono marcatamente appiattite; femori e tibie possono presentare processi di varia forma, conferendo talvolta un aspetto bizzarro. L'appiattimento delle tibie posteriori, ricorrente in molti Coreidi, giustifica il nome leaf-footed bug dato dagli anglosassoni a queste cimici.
L'addome presenta i laterotergiti appiattiti, talvolta espansi lateralmente oltre le emielitre, carattere piuttosto frequente in diversi Pentatomomorfi. Sono presenti due tricobotri ventrali nel III urite e tre negli uriti dal III al VII.

## Biologia

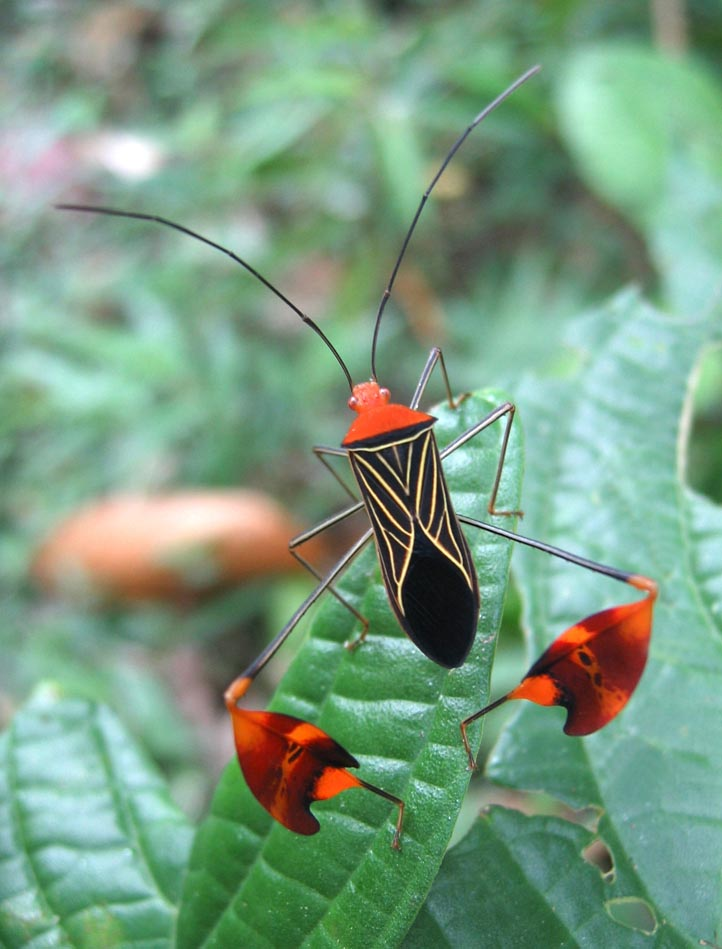
Anisocelis flavolineata.

I Coreidi sono in generale insetti fitofagi, ma diverse fonti citano anche la presenza di un numero non precisato di predatori.
La fitofagia si esprime nella maggior parte delle specie sotto forma di polifagia, ma sono citate relazioni più specifiche di alcuni taxa con determinati raggruppamenti sistematici di piante. Rispetto al numero di specie, l'importanza agraria di questa famiglia è contenuta, tuttavia fra i Coreidi si annoverano anche specie dannose ad alcune colture.
In Italia la specie di maggiore interesse è la cimice del nocciolo (Gonocerus acuteangulatus): pur essendo polifago, in Sicilia è uno dei più frequenti e dannosi agenti del cimiciato delle nocciole e dell'aborto traumatico. Le stesse affezioni possono essere causate sul pistacchio. Può inoltre essere vettore del fungo Nematospora coryli, agente eziologico della stigmatomicosi del nocciolo.
Le femmine depongono le uova isolate sulle piante. In alcune specie sono invece portate dai maschi sul dorso o sul ventre.
Molti Eterotteri sono noti per l'odore sgradevole dovuto al secreto delle ghiandole odorifere metatoraciche, ma fra i Coreidi va citata una curiosa eccezione: il Coreus marginatus, specie presente nell'Europa centrale, emana infatti un profumo di mela.

## Distribuzione
La famiglia è cosmopolita, con una larga diffusione in tutte le principali regioni zoogeografiche del mondo.

## Sistematica
La famiglia è la più ricca fra i Coreoidei: comprende circa 250 generi con circa 1800 specie, ma alcune fonti citano anche fino a 2000 specie.
La tassonomia interna della famiglia vede la suddivisione in quattro sottofamiglie e numerose tribù:
- sottofamiglia Coreinae Leach, 1815
  - tribù Acanthocephalini Stål, 1870
  - tribù Acanthocerini Bergroth, 1913
  - tribù Acanthocorini Amyot & Serville, 1843
  - tribù Agriopocorini Miller, 1954
  - tribù Amorbini Stål, 1873
  - tribù Anhomoeini Hsiao, 1964
  - tribù Anisoscelini Laporte, 1832
  - tribù Barreratalpini Brailovsky, 1988
  - tribù Chariesterini Stål, 1868
  - tribù Chelinideini Blatchley, 1926
  - tribù Cloresmini Stål, 1873
  - tribù Colpurini Breddin, 1900
  - tribù Coreini Leach, 1815
  - tribù Cyllarini Stål, 1873
  - tribù Daladerini Stål, 1873
  - tribù Dasynini Bergroth, 1913
  - tribù Discogastrini Stål, 1868
  - tribù Gonocerini
  - tribù Homoeocerini Amyot & Serville, 1843
  - tribù Hypselonotini Bergroth, 1913
  - tribù Latimbini Stål, 1873
  - tribù Manocoreini Hsiao, 1964
  - tribù Mecocnemini Hsiao, 1964
  - tribù Mictini Amyot & Serville, 1843
  - tribù Nematopodini
  - tribù Petascelini Stål, 1873
  - tribù Phyllomorphini Mulsant & Rey, 1870
  - tribù Placoscelini Stål, 1868
  - tribù Prionotylini Puton, 1872
  - tribù Procamptini Ahmad, 1964
  - tribù Sinotagini Hsiao, 1963
  - tribù Spartocerini
- sottofamiglia Hydarinae Stål, 1873
- sottofamiglia Meropachyinae
  - tribù Merocorini Stål, 1870
  - tribù Meropachyini
  - tribù Spathophorini
- sottofamiglia Pseudophloeinae Stål, 1868
  - tribù Clavigrallini Stål, 1873
  - tribù Pseudophloeini Stål, 1868

Coreinae e Pseudophloeinae hanno una larga distribuzione geografica, mentre la diffusione dei Meropachyinae è limitata alla regione neotropicale.

### Alcune specie

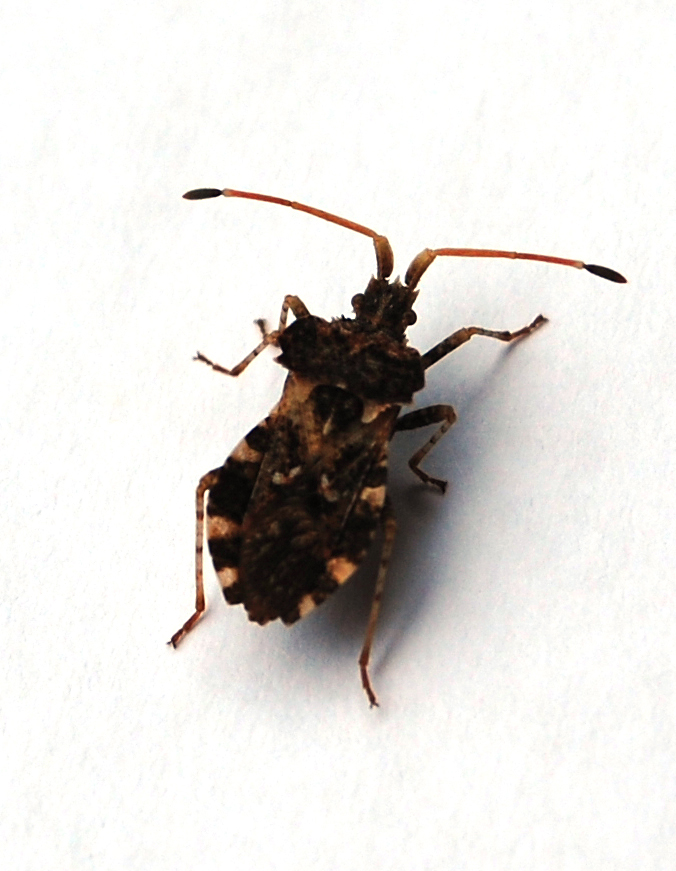
Centrocoris variegatus
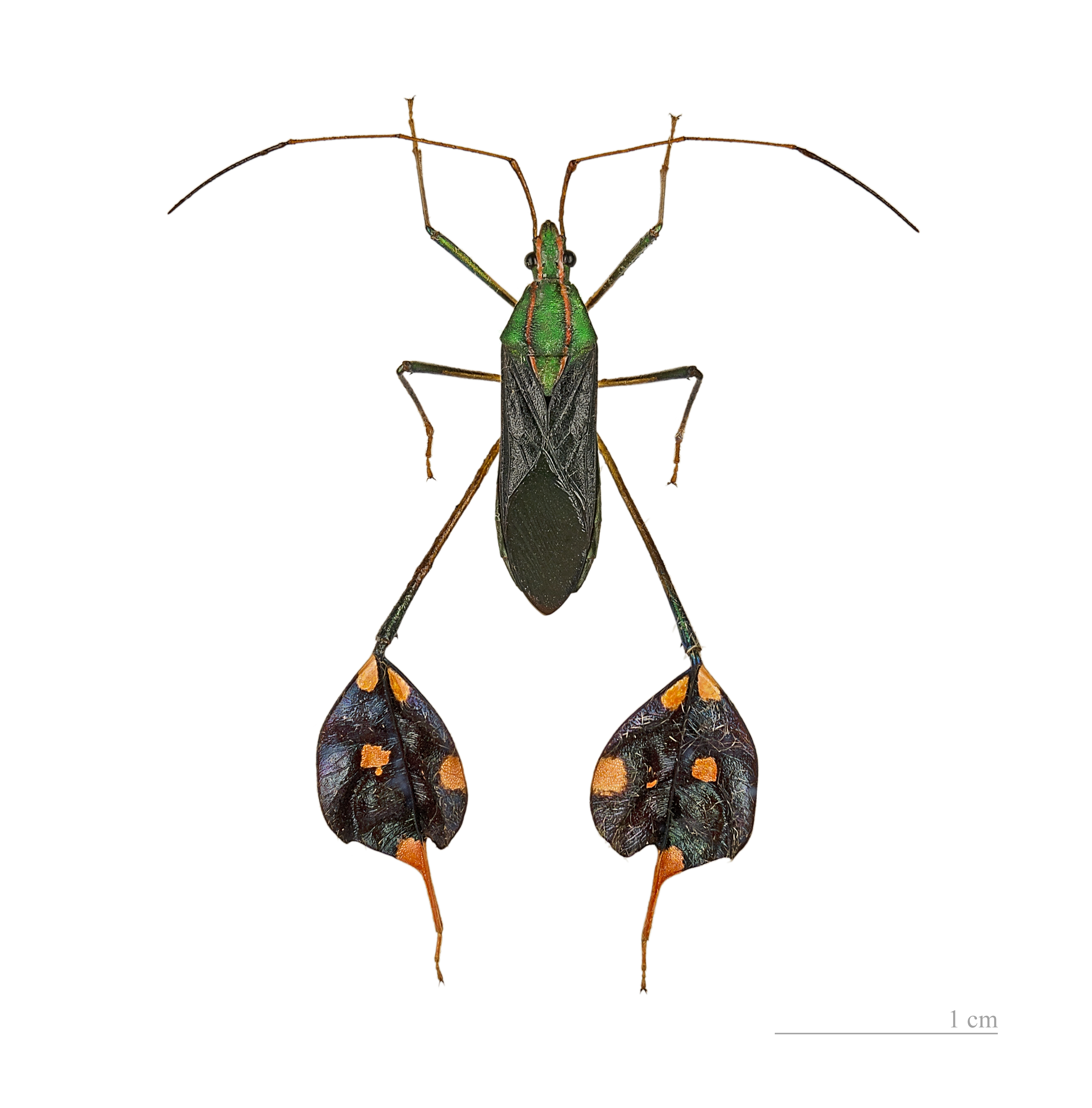
Diactor bilineatus
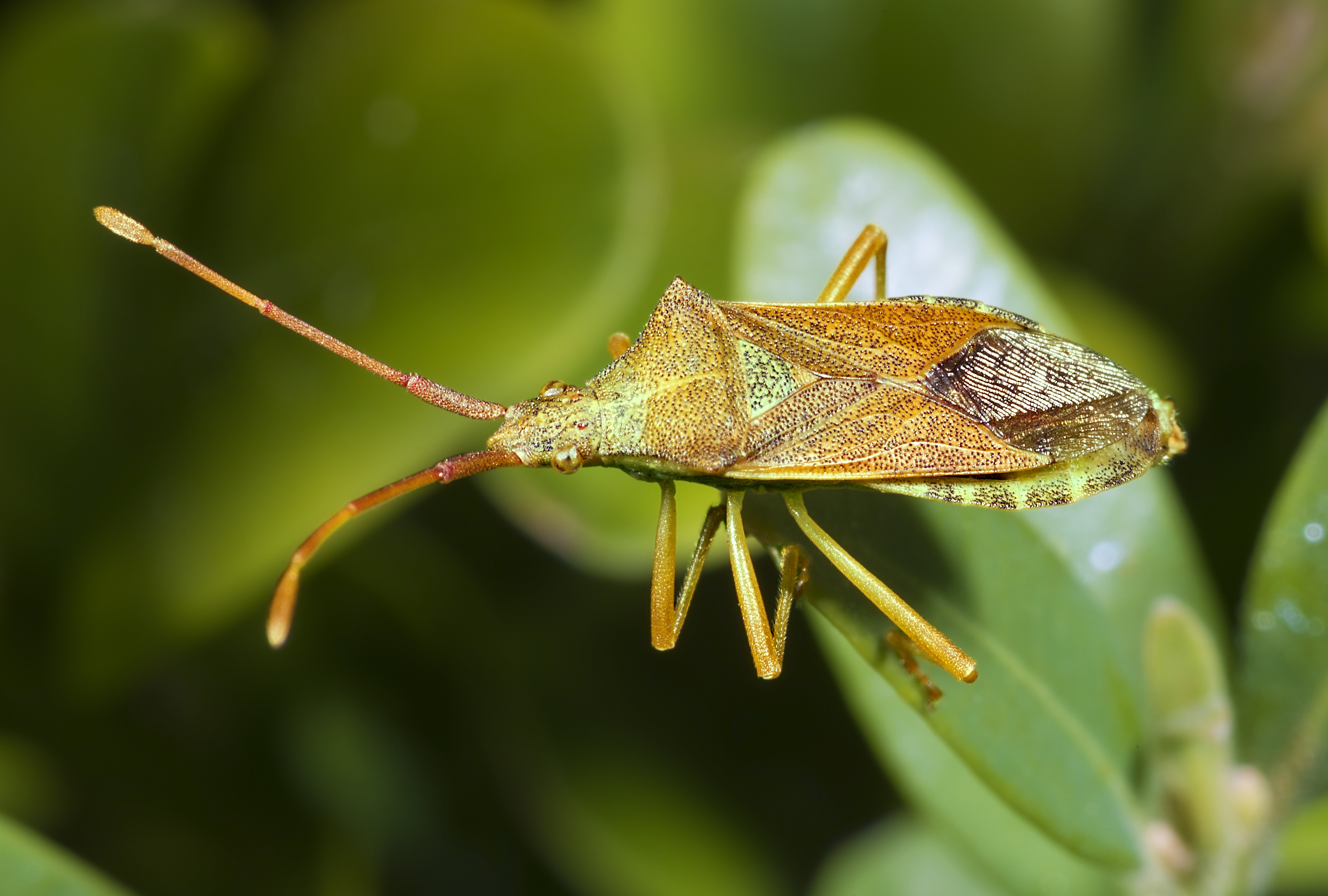
Gonocerus acuteangulatus
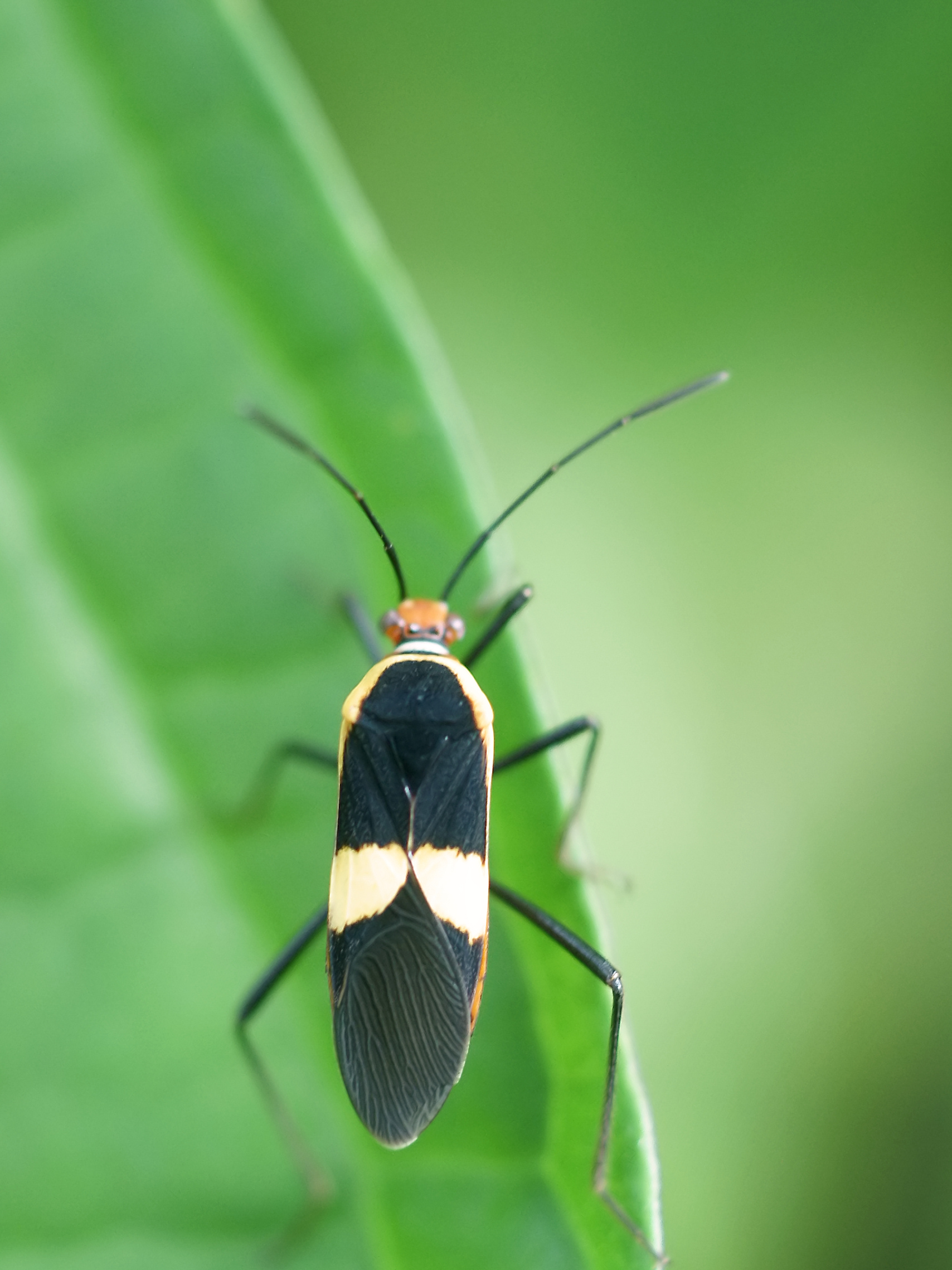
Hypselonotus interruptus
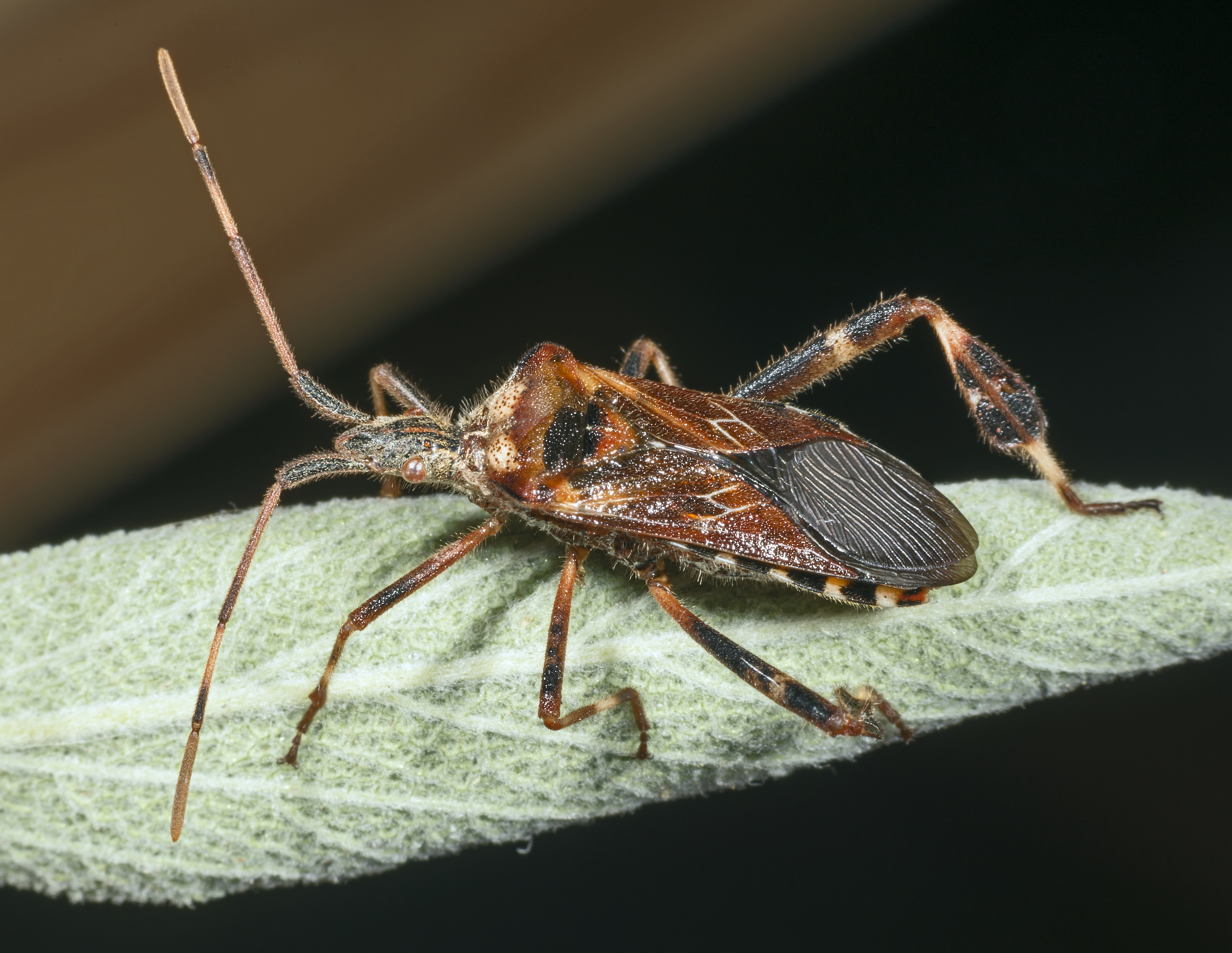
Leptoglossus occidentalis